# Лангер, Антон
Антон Лангер (нем. Anton Langer; 12 января 1824, Вена — 7 декабря 1879, Вена) — австрийский драматург, прозаик, журналист и переводчик.
Сын бакалейщика, с 14 лет писал стихи. В 20-летнем возрасте дебютировал как театральный критик. Вместе с А. Юстом основал летний театр «Арена», в котором ставились его пьесы, а сам Лангер выступал как исполнитель народных и собственных песен. В 1850 году возглавил основанную Иоганном Баптистом Вайсом газету юмора и политической сатиры «Ханс Йоргль» и издавал её до конца жизни. В качестве приложения к газете начали появляться и многочисленные романы Лангера, общим числом около 100, из которых наибольшей популярностью пользовались «Последний фиакр» (нем. Der letzte Fiaker; 1855), «Роза из Иезуитерхофа» (1860—1861), «Демон Брандвайн» (1863). По словам Энциклопедии Брокгауза и Ефрона, Лангер — «один из типичнейших представителей народного остроумия „весёлой Вены“». Многие из его произведений написаны на местном диалекте.
Именем Лангера назван переулок (нем. Anton-Langer-Gasse) в венском районе Хитцинг.